# Поморанџе нису једино воће
Поморанџе нису једино воће (енгл. Oranges are not the only fruit) је роман енглеске књижевнице Џенет Винтерсон (енгл. Jeanette Winterson) (1959) објављен 1985. године. Издање на српском језику објавила је издавачка кућа Радио Б92 1997. године у преводу Бранке Робертсон.

## О аутору
Џенет Винтерсон је рођена 1959. године. Одрасла је у Ланкширу, где су је усвојили родитељи пентакосталци, и одгајали да постане мисионар. Живи и ради у Лондону.
Винтерсон је аутор десет романа, а пише и књиге за децу, документарну прозу, сценарија и чланке за Гардијан.
За свој књижевни рад Џенет Винтерсон је освојила следеће награде: Витбред за најбољи први роман, меморијалну награду Џон Луелин Рис, награду E.M. Ferster i Prix d'argent на Канском филмском фестивалу.

## О роману
Поморанџе нису једино воће је роман о лезбејском односу. Радња романа је смештена у окружење једног сиромашног провинцијалног и слабо образованог света.
Наслови поглавља романа Поморанџе нису једино воћe се поклапају са насловима првих осам старозаветних књига.
Џенет Винтерсон је роман осмислила као својеврстан одговор одређеним деловима Светог Писма.

## Радња
Главна јунакиња романа Џенет бива изопштена из цркве због своје хомосексуалности.
Побунила се против наопаких принципа и због личне угрожености и одлучила да за собом поруши све мостове.
"Када се кува мармелада од поморанџи, мора се стално скидати пена која се ствара на врху, иначе ће се ухватити корица која ће наружити изглед готове мармеладе", мото је књиге Поморанџе нису једино воће.

## Делови романа
- Прва књига Мојсијева, Постање
- Друга књига Мојсијева, Излазак
- Трећа књига Мојсијева, Левитска
- Четврта књига Мојсијева, Бројеви
- Пета књига Мојсијева, Закони Поновљени
- Књига Исуса Навина
- Књига о Судијама
- Кљига о Рути[1]